# Arcigay

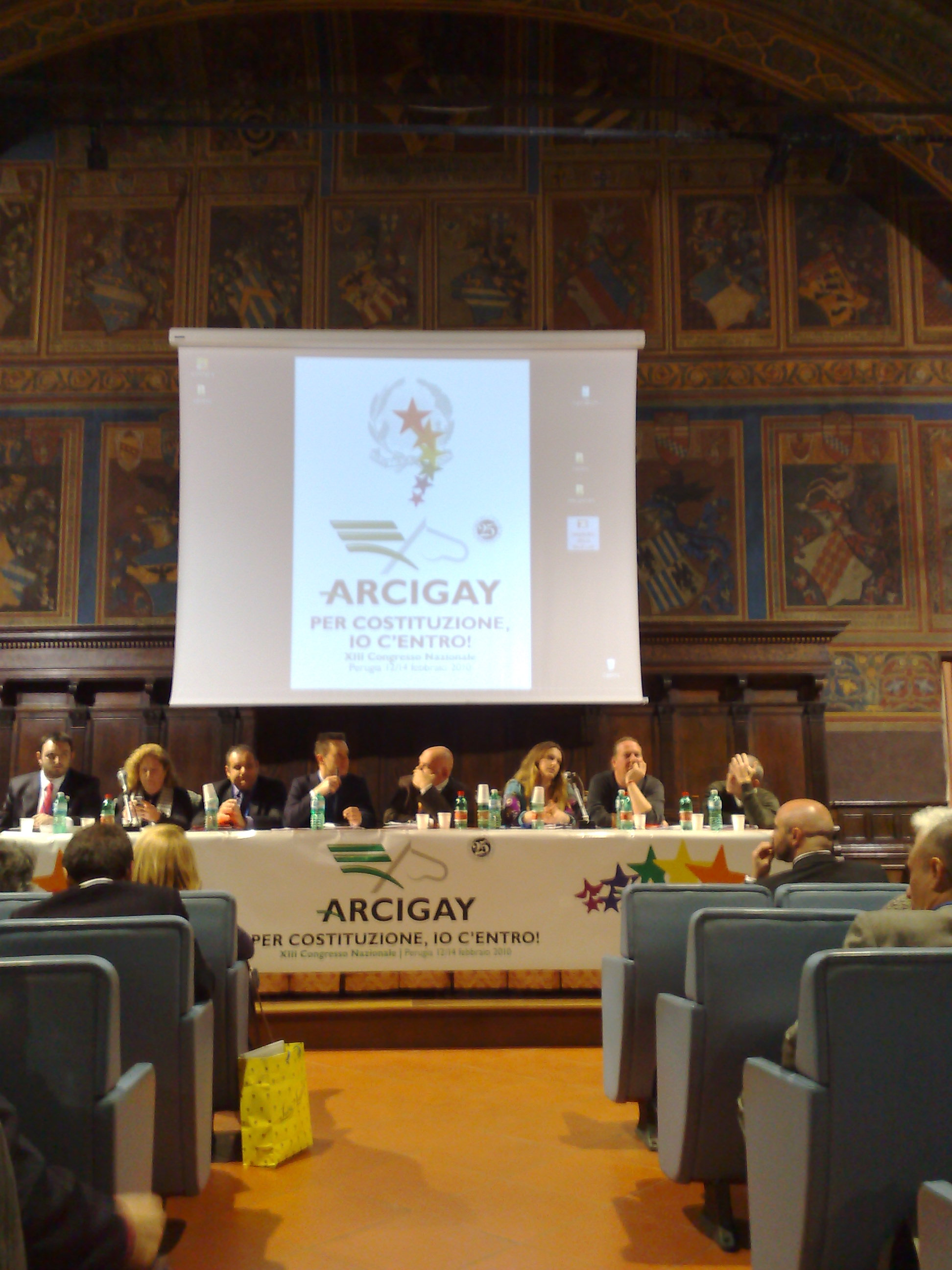
Конференция Arcigay в 2010 году.

Arcigay (итал. Associazione lesbica e gay italiana) — крупнейшая ЛГБТ-организация Италии.
Ассоциация была основана в Палермо в 1985 году. На сегодняшний момент её отделения располагаются во всех регионах страны, в том числе в результате слияний с местными организациями. Президентом Arcigay является Паоло Патан (Paolo Patanè). Пост почётного президента занимает итальянский парламентарий Франко Гриллини.
Arcigay получила широкую известность благодаря частому публичному оппонированию позиции Ватикана. Arcigay является основным инициатором рассмотрения в Парламенте антидискриминационного законодательства и закона о однополых браках. Кроме того, эта организация является одним из основных организаторов Римского гей-прайда.